# David Ambrose
David Edwin Ambrose (ur. 21 lutego 1943 w Chorley, w Anglii), scenarzysta, pisarz.
Karierę zaczynał pisząc dla Orsona Wellesa. Studiował prawo w Oksfordzie. Pracował dla filmu, teatru i telewizji w Europie i USA. Mieszka w Szwajcarii.

## Filmografia

### Scenariusze
- The Fifth Musketeer (Austria-RFN 1979, reż. Ken Annakin)
- Dramat na torach (Disaster on the Coastliner, USA 1979,reż. Richard Sarafian)
- Amityville III: Demon (Amityville 3-D, USA 1983, reż. Richard Fleischer)
- D.A.R.Y.L. (USA-Wielka Brytania 1985, reż. Simon Wincer) (współscenarzysta)
- Taffin (Irlandia-Wielka Brytania 1988, reż. Francis Megahy) (współscenarzysta)
- Rok broni (Year of the Gun, USA 1991, reż. John Frankenheimer)
- Hańba i chwała (Fall from Grace, USA 1994, reż. Waris Hussein)
- Oszustwo (Il Gioco, Włochy 1999, reż. Claudia Florio) (współscenarzysta)